# Coupe du monde de polo sur neige 2015
Navigation
Édition précédente
La coupe du monde de polo sur neige 2015, quatrième édition du coupe du monde de polo sur neige, a lieu du 28 janvier au 8 février 2015 à Tianjin, en République populaire de Chine. Elle est remportée par le Brésil.